# Deneysville
Deneysville is een plaats in de Zuid-Afrikaanse provincie Vrijstaat.
Deneysville telt ongeveer 14.000 inwoners. De stad is vernoemd naar Deneys Reitz.